# 오스틴 영화 비평가 협회 작품상
오스틴 영화 비평가 협회 작품상(영어: Austin Film Critics Association Award for Best Film) 은 오스틴 영화 비평가 협회에서 수여하는 상으로, 2005년 제정 이래 매년 그 해 최고의 영화에 수여된다.

## 수상작
| 연도 | 수상작                         | 감독                        |
| ---- | ------------------------------ | --------------------------- |
| 2005 | 크래쉬                         | 폴 해기스                   |
| 2006 | 플라이트 93                    | 폴 그린그래스               |
| 2007 | 데어 윌 비 블러드              | 폴 토머스 앤더슨            |
| 2008 | 다크 나이트                    | 크리스토퍼 놀란             |
| 2009 | 허트 로커                      | 캐서린 비글로우             |
| 2010 | 블랙 스완                      | 대런 애러노프스키           |
| 2011 | 휴고                           | 마틴 스코세이지             |
| 2012 | 제로 다크 서티                 | 캐서린 비글로우             |
| 2013 | 그녀                           | 스파이크 존즈               |
| 2014 | 보이후드                       | 리처드 링클레이터           |
| 2015 | 매드 맥스: 분노의 도로         | 조지 밀러                   |
| 2016 | 문라이트                       | 배리 젱킨스                 |
| 2017 | 겟 아웃                        | 조던 필                     |
| 2018 | 빌 스트리트가 말할 수 있다면   | 배리 젱킨스                 |
| 2019 | 기생충                         | 봉준호                      |
| 2020 | 미나리                         | 정이삭                      |
| 2021 | 파워 오브 도그                 | 제인 캠피언                 |
| 2022 | 에브리씽 에브리웨어 올 앳 원스 | 다니엘 콴과 다니엘 셰이너트 |
| 2023 | 플라워 킬링 문                 | 마틴 스코세이지             |
| 2024 | 아노라                         | 숀 베이커                   |